# Second Relation
Second Relation ist eine österreichische Progressive-Rock-Band, die im Jahr 2007 gegründet wurde.

## Geschichte
Die Band wurde 2007 von den jetzigen Bandmitgliedern gegründet. 2009 veröffentlichten sie das Debütalbum Lynette, welches vom Metal Hammer zum „Demo des Monats“ in der Rubrik „Helden von Morgen“ (November 2009) ausgezeichnet wurde. Nach der Veröffentlichung gewann die Band den New Blood Award 2009 und eröffnete dadurch das Summer Breeze Open Air 2009.
Ende 2012 erschien das zweite Album Abiona.
Nach der Veröffentlichung von Abiona folgten weitere Konzerte mit Bands wie Funeral for a Friend, Dragonforce, Sepultura und The Sorrow.
2014 erhielt Second Relation einen Plattenvertrag bei Long Branch Records / SPV. Am 23. September 2016 erschien das dritte Album Eno. Im Jahr 2017 eröffnete die Band das Night of the Prog Festival.

## Diskografie

### Alben
- 2009: Lynette (Eigenveröffentlichung)
- 2012: Abiona (Eigenveröffentlichung)
- 2016: Eno (Long Branch Records)